# Pairot Eiammak
Pairot Eiammak (thailändisch ไพโรจน์ เอี่ยมมาก, * 25. Februar 1992 in Bangkok), auch als Art (thailändisch อาร์ต) bekannt, ist ein thailändischer Fußballspieler.

## Karriere
Pairot Eiammak erlernte das Fußballspielen in der Jugendmannschaft von Muangthong United. Hier unterschrieb er 2012 auch seinen ersten Profivertrag. Der Verein aus Pak Kret, einem nördlichen Vorort der Hauptstadt Bangkok, spielte in der höchsten Liga des Landes, der Thai Premier League. Ende der Saison feierte er mit Muangthong die thailändische Fußballmeisterschaft. 2013 wechselte er zum Zweitligisten PTT Rayong FC nach Rayong. Mit dem Verein belegte er den dritten Tabellenplatz und stieg in die erste Liga auf. Nach dem Aufstieg verließ er den Klub. Die Hinrunde 2014 spielte er für Thailand Tobacco Monopoly FC, die Rückrunde für den Erstligisten Nakhon Ratchasima FC. 2015 wechselte er zum Ligakonkurrenten Army United nach Bangkok. Nachdem er hier nicht zum Einsatz gekommen war, unterschrieb er nach der Hinserie einen Vertrag beim Zweitligisten Sukhothai FC. Mit dem Verein aus Sukhothai wurde er Ende 2015 Tabellendritter und stieg somit in die erste Liga auf. 2016 stand er mit Sukhothai im Halbfinale des FA Cup. Aufgrund des Todes von König Bhumibol Adulyadej wurde der Wettbewerb 2016 nach dem Viertelfinale abgebrochen und allen vier verbliebenen Halbfinalisten der Titel zugesprochen. Für Sukhothai stand er 68-mal in der ersten Liga im Tor. Anfang 2019 ging er nach Ratchaburi, wo er sich dem Erstligisten Ratchaburi Mitr Phol anschloss. Nach fünf Erstligaeinsätzen wechselte er Mitte 2019 zum Erstligaaufsteiger Chiangmai FC nach Chiangmai. Nach nur einer Saison musste der Klub Ende 2019 wieder in die zweite Liga absteigen. Nach dem Abstieg verließ er den Verein und schloss sich dem Ligakonkurrenten Chiangmai United FC an. Im März 2021 feierte er mit Chiangmai die Vizemeisterschaft und den Aufstieg in die erste Liga. Nach einer Saison in der ersten Liga musste er mit Chiangmai nach der Saison 2021/22 wieder in die zweite Liga absteigen. Nach insgesamt 108 Ligaspielen wechselte er im Sommer 2025 zum ebenfalls in der zweiten Liga spielenden Mahasarakham SBT FC.

## Erfolge
Muangthong United
- Thailändischer Meister: 2012

Sukhothai FC
- Thailändischer Pokalsieger: 2016

Chiangmai United FC
- Thailändischer Zweitligavizemeister: 2020/21  ▲